# Environmental Research Letters
Environmental Research Letters ist eine vierteljährlich erscheinende begutachtete wissenschaftliche Fachzeitschrift, die seit 2006 von IOP Publishing herausgegeben wird. Chefredakteurin ist Radhika Khosla.
Die Zeitschrift befasst sich mit allen umweltwissenschaftlichen Themen und verfolgt einen interdisziplinären Ansatz. Veröffentlicht werden Originalarbeiten, Reviews, Perspektiven und Editorials. Die Artikel sind frei zugänglich (Open Access).
Der Impact Factor lag im Jahr 2016 bei 4,404, der fünfjährige Impact Factor bei 5,221. Damit lag die Zeitschrift beim zweijährigen Impact Factor auf Rang 25 von 229 Zeitschriften in der Kategorie „Umweltwissenschaften“ und auf Rang 8 von 85 wissenschaftlichen Zeitschriften in der Kategorie „Meteorologie und Atmosphärenwissenschaften“.